# Hanzebad
Het Hanzebad was een zwembad in Zwolle. Het lag in de wijk Hanzeland.
In augustus 1991 werd het bad geopend, in december 1993 kon de miljoenste bezoeker worden verwelkomd worden en eind 2000 werd de drie miljoenste bezoeker geteld. Op 25 april 2014 ging het Hanzebad dicht en in maart en april 2015 werd het bad gesloopt.

## Algemeen
Het Hanzebad lag dicht bij het station, het centrum, en de snelweg A28. De faciliteiten waren onder andere een wedstrijdbad, een recreatiebad, een stroomversnelling, een whirlpool, een glijbaan, een kleuterbad, een peuterbad, kruidenbaden, Turkse stoomcabines en een zwemmersbar.
Er is sinds 2006 sprake van een nieuw in Zwolle te bouwen zwembad dat het Hanzebad en het Aa-Bad zou gaan vervangen, genaamd Zwembad De Vrolijkheid. Dit zwembad opende op 20 oktober 2012. Op 25 april 2014 ging het Hanzebad dicht. In maart en april 2015 is het Hanzebad gesloopt.

## Omstreden beleid zwemkleding
In februari 2008 kwam het Hanzebad in het nieuws door het weigeren van een gast gehuld in een boerkini. Andere gasten zouden zich hebben gestoord aan de kleding van de vrouw. De leiding van het zwembad merkte de boerkini niet aan als zwemkleding. Hiermee ging men in tegen de stelling van het kabinet: dat de burkini niets meer, maar zeker ook niets minder dan gewone badkleding is. Volgens directeur Hans Meijer heeft het zwembad ook speciale zwemtijden voor allochtonen en mensen met obesitas, omdat volgens hem andere badgasten obesitas aanstootgevend vinden. Hierdoor ontstond er discussie of het Hanzebad al dan niet discrimineert.
Eind februari 2008 heeft de directie haar standpunt gewijzigd na gesprekken met sportwethouder Janco Cnossen en de landelijke vereniging Sport en Gemeente. De boerkini was hierna wel toegestaan in het Hanzebad.
Hedendaagse zwembaden:
Calobad ·
Openluchtbad ·
Zwembad De Vrolijkheid

Voormalige zwembaden:
Aa-Bad ·
Hanzebad ·
Kristalbad ·
Stilobad